# Senecio phanerandrus
Senecio phanerandrus là một loài thực vật có hoa trong họ Cúc. Loài này được Cufod. miêu tả khoa học đầu tiên năm 1933.